# NSA 112237
NSA 112237 ist eine Spiralgalaxie im Sternbild Löwe auf der Ekliptik. Sie ist schätzungsweise 318 Millionen Lichtjahre von der Milchstraße entfernt und hat einen Durchmesser von etwa 60.000 Lichtjahren. Vom Sonnensystem aus entfernt sich das Objekt mit einer errechneten Radialgeschwindigkeit von näherungsweise 7.200 Kilometern pro Sekunde.
Im selben Himmelsareal befinden sich unter anderem die Galaxien NGC 3670, PGC 35056, PGC 35138, PGC 1698276.